# Global Washington
A Global Washington egy seattle-i nonprofit szervezet, melynek célja a Washington államban működő kutatószervek és vállalatok nemzetközi fejlesztés témakörben végzett tevékenységének koordinálása.

## Történet
A szervezetet 2008 decemberében alapította a Seattle International Foundation, a Washingtoni Egyetem és a Washingtoni Állami Egyetem. A Global Washington ügyvezető igazgatója 2014 májusától a korábban a globális fejlesztésekért felelős Kristen Daily.

## Tanácsadás
2008-ban az USA szövetségi kormánya harmincmilliárd dollárnyi külföldi segélyt utalt ki, melyből nyolcmilliárdot az egészségügyre költöttek; a Global Washington szerint a kormányzat elhanyagolta a fejlesztés területét, ezért a szervezet a segélyek jobb felhasználását célzó konferenciákat rendezett.

## Fordítás
Ez a szócikk részben vagy egészben  a   Global Washington című angol Wikipédia-szócikk ezen változatának fordításán alapul.  Az eredeti cikk szerkesztőit annak laptörténete sorolja fel. Ez a jelzés csupán a megfogalmazás eredetét és a szerzői jogokat jelzi, nem szolgál a cikkben szereplő információk forrásmegjelöléseként.